# Robert Berri
Pour les articles homonymes, voir Berri.
Robert Berri, né Robert Louis Berrier le 17 décembre 1912 à Paris et mort le 22 novembre 1989 à Rueil-Malmaison, est un acteur français.

## Biographie
Après ses études secondaires, il a fréquenté le conservatoire Maubel et se produisit ensuite au music-hall (Casino de Paris). Marc Allégret l'engage dès 1935 pour un petit rôle dans Les Beaux Jours, s'ensuivirent plus de 100 films jusqu'en 1979 alternant les rôles de flics et les rôles de gangsters. Sa façade de faux dur cachait un être charmant et convivial, qui fut un dévoué vice-président de l'association La roue tourne créée par Paul Azaïs, pour les artistes dans le besoin.
Il est inhumé au cimetière de Croissy-sur-Seine (Yvelines).

## Filmographie

### Années 1930
- 1935 : Les Beaux Jours de Marc Allégret
- 1937 : Hercule d'Alexander Esway et Carlo Rim : Vaillant
- 1937 : Les Rois du sport  de Pierre Colombier : un journaliste
- 1939 : Pièges de Robert Siodmak

### Années 1940
- 1941 : Départ à zéro  de Maurice Cloche : Henri
- 1943 : Après l'orage de Pierre-Jean Ducis
- 1943 : Le Camion blanc de Léo Joannon : Un pompiste
- 1947 : Le silence est d'or de René Clair
- 1947 : Fantômas de Jean Sacha
- 1947 : Carré de valets d'André Berthomieu : Philibert
- 1948 : L'Idole d'Alexander Esway : Joe Marchand
- 1948 : Blanc comme neige d'André Berthomieu : Bob
- 1948 : Ceux du Tchad - court métrage - de Georges Régnier
- 1949 : La Voyageuse inattendue de Jean Stelli
- 1949 : Cinq Tulipes rouges  de Jean Stelli: Jacques Mauval
- 1949 : L'Inconnu d'un soir d'Hervé Bromberger : l'homme
- 1949 : L'Homme aux mains d'argile de Léon Mathot
- 1949 : Le Cœur sur la main d'André Berthomieu : Alex

### Années 1950
- 1950 : Un sourire dans la tempête de René Chanas
- 1951 : Un amour de parapluie
- 1951 : Le Roi des camelots d'André Berthomieu : Grand Jo
- 1951 : Identité judiciaire d'Hervé Bromberger : l'inspecteur Paulan
- 1951 : L'Auberge rouge de Claude Autant-Lara : le cocher
- 1951 : Un amour de parapluie  - court métrage - de Jean Laviron
- 1951 : Le Cap de l'Espérance : un inspecteur de police
- 1952 : Les Amants maudits de Willy Rozier : Paul Morelli
- 1952 : Les Révoltés du Danaé de Georges Péclet: le commandant Handson
- 1953 : L'homme trahi de Walter Kapps - "film resté inachevé"
- 1954 : Le Blé en herbe de Claude Autant-Lara : le brigadier
- 1954 : La Fille perdue de Jean Gourguet: Pierre Labry
- 1954 : Minuit... Champs-Élysées de Roger Blanc : Robert Duchemin
- 1954 : Les femmes s'en balancent de Bernard Borderie : Fernandez
- 1954 : Le Rouge et le Noir de Claude Autant-Lara : Palefrenier de Croisenoix
- 1954 : Crime au concert Mayol de Pierre Méré : Fred
- 1954 : Raspoutine de Georges Combret: le capitaine Soukoff
- 1955 : Pas de souris dans le bizness d'Henri Lepage
- 1955 : Port du désir d'Edmond T. Gréville : le malfrat
- 1955 : À toi de jouer, Callaghan de Willy Rozier : Raoul de Bois-Joli
- 1955 : Le Tournant dangereux de Robert Bibal
- 1955 : Boulevard du crime de René Gaveau : Raymond Chrétien
- 1955 : Les Pépées au service secret de Raoul André
- 1955 : Pas de pitié pour les caves d'Henri Lepage : Fernand
- 1955 : La Môme Pigalle d'Alfred Rode : Monsieur Jo
- 1956 : Plus de whisky pour Callaghan de Willy Rozier : Comte Haragos
- 1956 : Alerte aux Canaries d'André Roy
- 1956 : Les carottes sont cuites de Robert Vernay
- 1957 : Les Délinquants de Juan Fortuny : Antoine
- 1957 : L'Aventurière des Champs-Élysées de Roger Blanc
- 1957 : La Blonde des tropiques d'André Roy : M. Robert
- 1957 : Pas de grisbi pour Ricardo d'Henri Lepage
- 1957 : Une gosse sensass de Robert Bibal : le chef d'étage
- 1957 : L'Ami de la famille de Jack Pinoteau : le tueur fou
- 1957 : Vacances explosives de Christian Stengel : Paulo
- 1957 : Ces dames préfèrent le mambo de Bernard Borderie : Perez the drug dealer
- 1957 : Paris clandestin de Walter Kapps
- 1958 : Le Désordre et la Nuit de Gilles Grangier : Marquis
- 1958 : Le Gorille vous salue bien de Bernard Borderie : Combinat
- 1958 : Amour, Autocar et Boîtes de nuit de Walter Kapps : Riton
- 1959 : Délit de fuite de Bernard Borderie : Hackett
- 1959 : Babette s'en va-t-en guerre de Christian-Jaque : Sgt. Bill
- 1959 : Deuxième Bureau contre terroristes de Jean Stelli - M. Fernand
- 1959 : Chaque minute compte de Robert Bibal : Bob Dupré
- 1959 : A pleines mains de Maurice Régamey
- 1959 : La Chatte sort ses griffes d'Henri Decoin

### Années 1960
- 1960 : Le bourreau attendra (Fuga desesperada) de Robert Vernay
- 1960 : Comment qu'elle est ? de Bernard Borderie : Dombie
- 1960 : Alibi pour un meurtre de Robert Bibal : Borg
- 1961 : À rebrousse-poil de Pierre Armand
- 1961 : Les Trois Mousquetaires : Les Ferrets de la reine de Bernard Borderie : Bonacieux
- 1961 : Les Trois Mousquetaires : La Vengeance de Milady de Bernard Borderie : Bonacieux
- 1961 : Le Président d'Henri Verneuil : un journaliste (début du film)
- 1961 : Callaghan remet ça de Willy Rozier
- 1961 : La Bride sur le cou de Roger Vadim
- 1961 : Le Capitaine Fracasse de Pierre Gaspard-Huit
- 1961 : Deuxième Bureau contre terroristes de Jean Stelli : M. Fernand
- 1961 : L'Affaire Nina B. de Robert Siodmak
- 1961 : Les Livreurs de Jean Girault : le complice
- 1961 : Le Pavé de Paris d'Henri Decoin: l'inspecteur
- 1962 : Le Roi des montagnes de Willy Rozier
- 1962 : Lemmy pour les dames de Bernard Borderie: Dombie
- 1962 : Le Chevalier de Pardaillan de Bernard Borderie : Belgodère
- 1963 : Les Bonnes Causes de Christian-Jaque : l'homme de la reconstitution
- 1963 : La Porteuse de pain de Maurice Cloche : le chef d'équipe
- 1963 : À toi de faire... mignonne de Bernard Borderie: Kriss
- 1964 : Hardi ! Pardaillan de Bernard Borderie: Gueule d'amour
- 1964 : Requiem pour un caïd de Maurice Cloche : le patron de l'hôtel de passe
- 1965 : Angélique et le Roy de Bernard Borderie
- 1966 : Brigade antigangs de Bernard Borderie
- 1967 : J'ai tué Raspoutine de Robert Hossein : Yusupov's servant
- 1967 : Vivre la nuit de Marcel Camus
- 1968 : Faut pas prendre les enfants du bon Dieu pour des canards sauvages de Michel Audiard : un conseiller de Charles
- 1968 : Catherine, il suffit d'un amour de Bernard Borderie
- 1968 : L'Homme à la Buick de Gilles Grangier : un agent de mairie
- 1969 : Ces messieurs de la gâchette de Raoul André : le patron du hammam

### Années 1970/80
- 1970 : Le Cinéma de papa de Claude Berri : un acteur
- 1970 : Un beau monstre de Sergio Gobbi
- 1971 : Laisse aller... c'est une valse ! de Georges Lautner
- 1971 : L'Albatros de Jean-Pierre Mocky : l'ami du gardien
- 1971 : La Part des lions de Jean Larriaga : le patron du bistrot
- 1971 : Les Nouvelles Aventures de Vidocq, épisode Les Crimes de Vidocq de Marcel Bluwal
- 1972 : La Mandarine d'Édouard Molinaro
- 1972 : Le Viager de Pierre Tchernia : un invité du préfet de police
- 1972 : Les Évasions célèbres, épisode L'étrange trépas de Monsieur de la Pivardière : Doublet
- 1972 : Chut ! de Jean-Pierre Mocky : le râleur
- 1973 : Pigalle carrefour des illusions de Pierre Chevalier : le patron du Las Végas
- 1973 : Karatekas and Co (feuilleton TV) : Cassou (segment La Nuit des parfaits)
- 1973 : Le Magnifique de Philippe de Broca
- 1974 : Un linceul n'a pas de poches  de Jean-Pierre Mocky : le militant communiste
- 1974 : La Juive du Château-Trompette (feuilleton TV)
- 1975 : Salvator et les Mohicans de Paris (d'après l'œuvre d'Alexandre Dumas), feuilleton télévisé de Bernard Borderie
- 1976 : Les vécés étaient fermés de l'intérieur de Patrice Leconte : René
- 1976 : Les Beaux Messieurs de Bois-Doré (feuilleton TV)
- 1977 : Le mille-pattes fait des claquettes  de Jean Girault : le premier gardien du Louvre
- 1977 : Un juge, un flic de Denys de La Patellière, première saison (1977), épisode : Flambant neuf
- 1977 : Les Enquêtes du commissaire Maigret, épisode : Maigret et Monsieur Charles de Jean-Paul Sassy
- 1978 : Histoires de voyous : La saison des voleurs (TV) : le patron de la guinguette
- 1978 : L'Horoscope de Jean Girault
- 1978 : Plein les poches pour pas un rond de Daniel Daërt : le brigadier (également coscénariste du film)
- 1979 : Histoires de voyous : l'élégant (TV)
- 1979 : Le Piège à cons de Jean-Pierre Mocky : le commissaire
- 1981 : Blanc, bleu, rouge (feuilleton TV)

## Théâtre
- 1954 : Les salauds vont en enfer de Frédéric Dard, mise en scène Robert Hossein, Théâtre du Grand-Guignol
- 1960 : Les Assassins du bord de mer de Jean Guitton, mise en scène Robert Manuel, Théâtre des Arts